# Wisłalandtangen
Wisłalandtangen (polsk: Mierzeja Wiślana; russisk: Балтийская коса, tr. Baltijskaja kosa, tysk: Frische Nehrung) er en odde eller en landtange, der strækker sig mellem Wisłalagunen og Gdanskbugten i Østersøen. Grænsen mellem Polen og Kaliningrad oblast, en russisk eksklave, krydser Wisłalandtangen og deler den politisk i to. Det vestligste punkt i Rusland er beliggende på landtangen.

## Historie
I 1200-tallet var landtangen blev delt af et stræde i midten så både kunne passere igennem. Kanalen gjorde det muligt for byen Elbing, der hørte under Den Tyske Orden, havde direkte adgang til Østersøen. Kanalen sandede til i det sene 1200-tal og Elbing mistede sin position som vigtig handelsby, hvorefter den nærliggende by Danzig overtog positionen som områdets økonomiske og magtpolitiske centrum.
I 2022 åbnede Wisłakanalen der går igennem tangen, og tillader skibstrafik mellem Elblag og Østersøen uden at skulle passere det naturlige, russisk-kontrollerede stræde ved Baltijsk.